# Sainte-Cécile, Vendée
Sainte-Cécile är en kommun i departementet Vendée i regionen Pays de la Loire i västra Frankrike. Kommunen ligger i kantonen Les Essarts som tillhör arrondissementet La Roche-sur-Yon. År 2022 hade Sainte-Cécile 1 587 invånare.

## Befolkningsutveckling
Antalet invånare i kommunen Sainte-Cécile
| Referens: INSEE |